# Ochodaeus gigas
Ochodaeus gigas es una especie de coleóptero de la familia Ochodaeidae.

## Distribución geográfica
Habita en Argelia, Marruecos y Túnez.